# Melissodes cubensis
Melissodes cubensis är en biart som beskrevs av Laberge 1956. Melissodes cubensis ingår i släktet Melissodes och familjen långtungebin. Inga underarter finns listade i Catalogue of Life.